# Ottavio Assarotti
Ottavio Giovanni Battista Assarotti (Genova, 25 ottobre 1753 – Genova, 24 gennaio 1829) è stato un religioso e teologo italiano, fondatore delle scuole per sordomuti e inventore dell'alfabeto manuale.

## Biografia
È un giovane genovese sordo, segue gli studi nella scuola degli Scolopi, conseguendo la laurea in giurisprudenza, ed entrando nell'ordine religioso degli stessi padri Scolopi.
Dopo aver insegnato in molti istituti ritorna a Genova dove si appassiona alla causa dei sordomuti e qui fonda nel 1811 l'Istituto Nazionale per Sordomuti di Genova (oggi Fondazione Padre Assarotti).

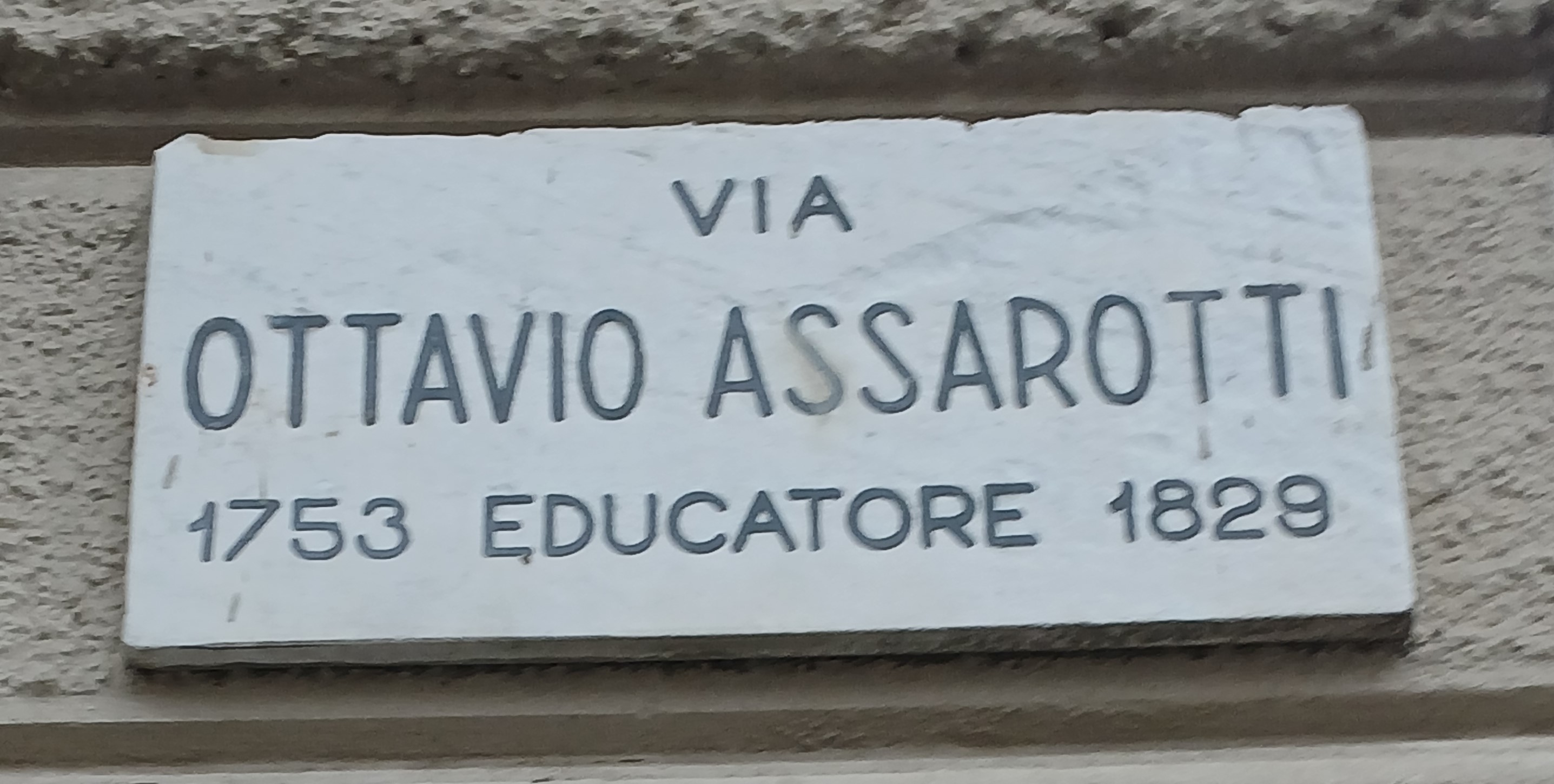
Via Assarotti a Torino

Durante questa esperienza inventa l'alfabeto manuale o dattilologico che permette tuttora ai sordomuti di comunicare. Quel linguaggio, che venne definito "Metodo Assarotti", dette l'impulso alla fondazione di numerosi altri istituti nel resto dell'Italia.
Muore a Genova all'età di 76 anni, il 24 gennaio 1829, ancora alla guida del suo Istituto.
La sua città natale gli ha dedicato una via, così come quelle di Torino e di Roma.